# Zapatisme
Le zapatisme ou néozapatisme est un mouvement social mexicain impulsé par l'Armée zapatiste de libération nationale (EZLN) à partir de 1994 pour défendre l’autonomie des peuples indigènes. Son nom renvoie à la lutte d'Emiliano Zapata et de l'Ejército Libertador del Sur (es), dans les années 1910.
Le zapatisme n'est pas une idéologie, un dogme, ni un modèle, il s’agit d’une expérience de transformation sociale et politique radicale. Il englobe la construction de l'autonomie dans les territoires du Chiapas où est implantée l'EZLN, des perspectives à l'échelle du Mexique et une dimension internationale.
Plusieurs auteurs soulignent l'importance, nationale et internationale du mouvement. « Des penseurs comme Noam Chomsky, Immanuel Wallerstein ou Pablo Gonzalez Casanova (es) continuent de soutenir que le zapatisme est l'initiative politique la plus radicale du monde, et probablement la plus importante. Des millions de personnes trouvent auprès des zapatistes inspiration et espérance au milieu d'une crise profonde. »

## Chronologie

### Révolte au Chiapas (1994–1996)
Le 1er janvier 1994, l’EZLN occupe quelques bâtiments publics de plusieurs villes du Chiapas, dont San Cristóbal de Las Casas et publie la première version de son texte fondateur, la Déclaration de la Selva Lacandona. Quelques jours plus tard, le 12 janvier, l’EZLN accepte le cessez-le-feu décrété par le président Carlos Salinas de Gortari. Entre le 21 février et le 2 mars, avec l’aide de l’évêque de San Cristóbal Samuel Ruiz comme médiateur, des négociations ont lieu dans la cathédrale de San Cristóbal entre le sous-commandant Marcos, dix-huit commandants indigènes et le commissaire pour la paix du gouvernement fédéral, Manuel Camacho Solís.
Du 6 au 9 aout, 6 000 représentants d’organisations populaires du Mexique se réunissent dans la Selva Lacandona, à Guadalupe Tepeyac, pour prendre part à la Convention nationale démocratique.
Le 9 février 1995, le gouvernement révèle l’identité supposée du sous-commandant Marcos et ordonne l’arrestation des dirigeants zapatistes ; mais l’offensive de l'armée fédérale échoue. Le 11 mars, le Parlement approuve la Loi pour le Dialogue, la Conciliation et la Paix Digne au Chiapas et crée la Commission pour la concorde et la pacification (COCOPA), composée de législateurs de tous les partis, afin de faciliter le dialogue entre l'EZLN et le gouvernement.
Au mois d’avril, les négociations reprennent entre l'EZLN et le gouvernement fédéral, à San Andrés Sakam'chen de los Pobres, avec la participation de nombreux conseillers et invités des deux parties.
L’EZLN lance une consultation nationale et internationale du 27 aout au 3 septembre : un million de personnes y prennent part, appuyant majoritairement la conversion de l’EZLN en une force politique civile.
Le 1er janvier 1996, la quatrième Déclaration de la Selva lacandona annonce la création du Front zapatiste de libération nationale (FZLN), force politique civile non-électorale. Du 4 au 8 janvier, le Forum national indigène, convoqué par l’EZLN, réunit les représentants de 35 peuples indiens du Mexique et décide de former le Congrès national indigène (CNI).
Le 16 février 1996, le gouvernement et l’EZLN signent à San Andrés des Accords concluant le premier volet des discussions et portant sur les « Droits et culture indigènes ».
Du 27 juillet au 3 aout se déroule la Rencontre intercontinentale pour l’humanité et contre le néolibéralisme qui réunit 5 000 personnes de 42 pays, dans les cinq « Aguascalientes » zapatistes.
Le 29 novembre, la COCOPA présente aux deux parties le projet de réforme constitutionnelle qu'elle a rédigé sur la base des Accords de San Andrés. En décembre, l’EZLN l'accepte mais le président Zedillo le récuse.

### Reprise du conflit (1997–1999)
En septembre 1997, 1 111 délégués zapatistes se rendent à Mexico et assistent au second Congrès national indigène. Le 22 décembre des paramilitaires massacrent 45 indigènes dans le campement d'Acteal (commune de Chenalhó). Les victimes appartiennent à l'organisation Las Abejas.
D’avril à juin 1998, des opérations policières et militaires démantèlent plusieurs communes autonomes (Ricardo Flores Magón, Tierra y Libertad, San Juan de la Libertad).
Au mois de mars 1999, 5 000 délégués zapatistes (2 500 hommes et 2 500 femmes) se rendent dans toutes les communes du Mexique pour promouvoir la Consultation nationale pour la reconnaissance des peuples indigènes et la fin de la guerre d’extermination. Le 21 mars, deux millions et demi de personnes y prennent part, demandant à une très large majorité le respect des Accords de San Andrès.

### Années 2000
- 2 décembre 2000 : L'EZLN demande au nouveau président, Vicente Fox, dont la victoire met fin au long « règne » du PRI, trois signes pour reprendre le dialogue : approbation du projet de loi de la COCOPA, libération de tous les prisonniers politiques zapatistes, fermeture de sept campements militaires.
- 24 février-11 mars 2001 : 23 commandant(e)s et le sous-commandant Marcos entreprennent la Marche de la Couleur de la Terre. Reçus avec enthousiasme dans 12 États du Mexique, ils sont accueillis finalement par la foule qui remplit la place centrale de Mexico.
- 28 mars 2001 : La délégation zapatiste est reçue au Congrès de l'Union (le Parlement du Mexique) et plaide pour la reconnaissance des Accords de San Andrés.
- 25 avril 2001 : Le Sénat approuve une réforme constitutionnelle en matière indigène, radicalement distincte du texte de la COCOPA. Le 27 avril, la Chambre des députés en fait de même. L'EZLN rejette cette réforme, qui trahit les Accords de San Andrés. La possibilité du dialogue avec le gouvernement se referme.
- 8-10 août 2003 : L’EZLN annonce la création de cinq Conseils de bon gouvernement, pour conforter l’autonomie prévue dans les Accords de San Andrés.
- juin-juillet 2005 : La Sixième Déclaration de la Selva lacandona propose d'allier la lutte indigène à un vaste mouvement national, rassemblant toutes les organisations, collectifs et individus désireux d'élaborer un plan national de lutte, « en bas et à gauche », et d'aboutir à une nouvelle Constituante.
- 1er janvier 2006 : Le sous-commandant Marcos entame la première tournée de « l'Autre Campagne » à travers le Mexique.
- 3-4 mai 2006: Dans l'État de Mexico, une intervention de la police contre des vendeurs de fleurs ambulants, qui reçoivent le soutien du Front des Peuples en Défense de la Terre d'Atenco dégénère. Le bilan est de deux morts, 200 arrestations et une vingtaine de viols commis par les policiers. Le sous-commandant Marcos suspend sa tournée nationale et décide de rester à Mexico jusqu’à ce que toutes les personnes arrêtées soient libérées.
- 8 octobre-30 novembre 2006 : Seconde étape de la tournée du sous-commandant Marcos, qui parcourt onze États.
- 30 décembre 2006-2 janvier 2007 : Première Rencontre des Peuples zapatistes avec les Peuples du Monde, dans le Caracol[4] d'Oventik.
- 21-30 juillet 2007 : Seconde Rencontre des Peuples Zapatistes avec les Peuples du Monde, dans trois des cinq Caracoles.
- 24 septembre 2007 : l'EZLN dénonce une nouvelle offensive du gouvernement contre les communautés zapatistes et suspend la tournée des commandants dans le sud et le centre du pays.
- 11-14 octobre 2007 : La Rencontre des Peuples Autochtones d’Amérique a lieu dans la communauté Yaqui de Vícam (Sonora), avec des délégués représentant 66 peuples de 12 pays.
- 13-17 décembre 2007 : À l'initiative de l'EZLN, Premier colloque international In memoriam Andrés Aubry «...Planète Terre : mouvements antisystémiques... ».
- 28 décembre-2 janvier : Troisième Rencontre des Peuples Zapatistes avec les Peuples du Monde (rencontre des femmes zapatistes avec les femmes des peuples du monde), dans le Caracol de La Garrucha.
- 26 décembre 2008-5 janvier 2009 : Premier Festival Mondial de la Rage Digne, à Mexico, dans le Caracol d'Oventik et à San Cristobal de Las Casas.
- 21 décembre 2012 : 40.000 zapatiste occupent pacifiquement et en silence cinq villes du Chiapas (presque les mêmes qu'en 1994).
- février-mars 2013 : La série de communiqués intitulés Eux et nous annonce une nouvelle étape de la lutte zapatiste, la fin de « l'Autre Campagne » et la mise en place d'un réseau planétaire de luttes, « la Sexta ».
- 8 août 2013 : 10e anniversaire de la création des Conseils de bon gouvernement.
- 12-16 août 2013 : Première session de « l'Escuelita zapatista », qui permet à près de 1500 personnes de partager la vie des familles zapatistes et de découvrir le fonctionnement de l'autonomie.
- 17 novembre 2013 : 30e anniversaire de la fondation de l'EZLN.
- 1er janvier 2014 : Célébration du 20e anniversaire du soulèvement zapatiste.
- 25-29 décembre 2013 et 3-7 janvier 2014 : Deuxième et troisième sessions de « l'Escuelita zapatista » (4500 participants).
- 2 mai 2014 : embuscade durant laquelle Galeano, maestro de « l'Escuelita zapatista », est assassiné par des paramilitaires, membres de l'organisation paysanne CIOAC, à La Realidad.
- 24 mai 2014 : Hommage à Galeano à La Realidad. Le sous-commandant Marcos annonce la mort du personnage qu'il a incarné depuis 1994, avant de « ressusciter » sous le nom de sous-commandant Galeano. Le sous-commandant Moisés est désormais le principal chef militaire et porte-parole de l'EZLN.
- 15 novembre 2014 : les zapatistes, et notamment le sous-commandant Moisés, accueillent, à Oventik, la caravane des familles des étudiants disparus d'Ayotzinapa.
- 21 décembre 2014 – 3 janvier 2015 : Festival Mondial des Résistances et des Rébellions, organisé avec le CNI et qui se déroule dans plusieurs communautés de cinq états du Mexique.
- 2-9 mai 2015 : Hommage à Galeano et au philosophe Luis Villoro ; séminaire international « La pensée critique face à l'hydre capitaliste », avec des interventions de la « Commission Sexta » de l'EZLN et d'une cinquantaine d'invités.
- Août-octobre 2015 : deuxième niveau de « l'Escuelita zapatista » (par internet).
- 17 juillet-12 août 2016 : Festival consacré aux arts « CompArte por la humanidad », à l'Université de la Terre (San Cristobal de Las Casas) et dans les cinq caracoles.
- 9-14 octobre 2016 : Cinquième Congrès national indigène, pour célébrer les 20 ans de la création du CNI. Y est débattue la proposition de présenter une candidate indigène aux élections présidentielles de 2018 – proposition ensuite soumise à consultation dans l'ensemble des communautés du CNI.
- 25 décembre 2016 – 4 janvier 2017 : Festival consacré aux sciences « L@s zapatistas y las conCiencias por la humanidad ».
- 29 décembre 2016 – 1er janvier 2017 : deuxième étape du Cinquième Congrès national indigène : résultat de la consultation et approbation de la formation d'un Conseil Indigène de Gouvernement au niveau national, dont la porte-parole présentera sa candidature à l'élection présidentielle de 2018.
- 26-28 mai 2017 : convocation à une cession du CNI afin de procéder à l'installation du Conseil Indigène de Gouvernement pour le Mexique et de nommer sa porte-parole.
- Octobre 2017-février 2018 : Celle-ci, María de Jesús Patricio Martínez, dite Marichuy, et les réseaux d'appui qui soutiennent l'initiative du CNI et de l'EZLN s'emploient à réunir les signatures nécessaires à la présentation d'une candidature indépendante à l'élection présidentielle (900.000 environ). Le fait que ces signatures doivent être enregistrées via des téléphones portables haut de gamme est dénoncé comme discriminatoire à l'égard d'une candidature soutenue principalement par des communautés indigènes pauvres ; le nombre de signatures requises n'est pas atteint, rendant la candidature de Marichuy impossible, mais le Conseil Indigène de Gouvernement poursuit son existence.
- 26-30 décembre 2017 : Second Festival « ConCiencias por la Humanidad ».
- 8-10 mars 2018 : Première Rencontre internationale des femmes qui luttent, dans le caracol de Morelia, événement non mixte organisé par les femmes zapatistes et qui réunit 7000 participantes de 38 pays.
- 1-9 novembre 2018 : Premier Festival de cinéma « Puy Ta Cuxlejaltic », dans le caracol d'Oventic.
- 31 décembre 2018-1er janvier 2019 : la célébration des 25 ans du soulèvement zapatiste est marquée par un défilé des miliciens zapatistes et par un discours d'avertissement lancé au nouveau président Andrés Manuel López Obrador, tout juste entré en fonction : les zapatistes ne permettront pas le déploiement des méga-projets lancés par celui-ci, en particulier le mal nommé[non neutre] « Train Maya » qui doit relier le Chiapas aux sites touristiques du Yucatán ; ils se déclarent prêts à s'opposer par tous les moyens à des projets destructeurs de l'environnement et des modes de vie des communautés indiennes.
- 10 avril 2019 : les journées de lutte « Zapata vive, Samir Vive, la lucha sigue » sont organisées par l'EZLN et le CNI, à la fois pour marquer le centenaire de la mort d'Emiliano Zapata et pour protester contre l'assassinat de Samir Flores, membre du Front des Peuples en Défense de l'Eau et de la Terre des États de Morelos, Puebla et Tlaxcala, en lutte contre un projet de centrale thermo-électrique qui implique de les déposséder de l'eau qui irrigue leurs champs.
- 17 août 2019 : par un communiqué intitulé « Nous avons brisé l'encerclement », l'EZLN annonce la formation de 4 nouvelles communes autonomes et de 7 nouveaux caracoles, avec leurs conseils de bon gouvernement respectifs.
- Décembre 2019 : de multiples activités, intitulées « Combo pour la vie », rassemblent un second Festival de cinéma « Puy Ta Cuxlejaltic » et un Festival CompArte de danse dans le nouveau caracol de Tulan Kaw, ainsi qu'un Forum en défense du territoire et de la Terre-mère, co-organisé avec le CNI (nouveau caracol Jacinto Canek) et une seconde Rencontre internationale des femmes qui luttent (caracol de Morelia, 27-29 décembre).
- 16 mars 2020 : face à la pandémie de Covid-19, l'EZLN se déclare en alerte rouge et annonce la fermeture de tous les caracoles. En contraste avec l'inaction et l'indolence du gouvernement mexicain, les zapatistes appellent à prendre conscience de la gravité de l'épidémie, à organiser de manière autonome des mesures de prévention et de contention, sans pour autant abandonner les luttes en cours.
- 5 octobre 2020 : par un communiqué intitulé « Une montagne en haute mer », l'EZLN annonce qu'une ample délégation zapatiste visitera les cinq continents, à commencer par l'Europe en 2021.
- 1er janvier 2021 : une « Déclaration pour la vie », co-signée par l'EZLN et par des centaines d'organisations, collectifs et personnes, appelle à lutter pour la vie et confirme ce voyage intercontinental. La délégation zapatiste, composée de plus de cent personnes, en grande majorité des femmes, sillonnera l'Europe de juillet à octobre 2021.
- 2 mai 2021: le "Voyage pour la vie" commence avec le départ depuis Isla Mujeres du bateau "La Montaña", avec à son bord les sept premiers membres de la délégation zapatiste, "l'Escadron 421" (4 femmes, 2 hommes, 1 personne non-binaire).

## Construction de l'autonomie au Chiapas
L'EZLN est implantée dans plusieurs régions du Chiapas : la « Selva lacandona » et les vallées au sud d'Ocosingo; la zone Nord (proche de Palenque); « Los Altos de Chiapas » (autour de San Cristobal de Las Casas). Elle est également présente, de manière moins dense, dans la zone zoque, la région-frontière avec le Guatemala et la Sierra Madre.
Seule une petite minorité des membres de l'EZLN sont des militaires (« insurgentes » : troupe permanente, ou « milicianos »: réservistes). La très grande majorité d'entre eux sont des civils (dénommés « bases de apoyo »). Parfois, des villages entiers peuvent être constitués de « bases de apoyo ». Dans d'autres cas, les plus nombreux, cohabitent dans un même village des « bases de apoyo » zapatistes et des non zapatistes (adhérents du PRI, du PRD, de Morena ou autres partis, ou sans parti).

### Histoire de la construction de l'autonomie
Le 19 décembre 1994, l'EZLN annonce la création de 38 « municipalités autonomes rebelles zapatistes » (MAREZ : municipio autónomo rebelde zapatista). Celles-ci se mettent en place progressivement, en fonction des possibilités de chaque région. L'une des premières communes à élire effectivement ses autorités autonomes a été celle de San Andrés Sakamch'en de los Pobres (qui partage le même territoire que la commune officielle de San Andrés Larrainzar). En août 2013, l'EZLN confirme l'existence de 27 communes autonomes.
Le 16 février 1996, la négociation engagée entre l'EZLN et le gouvernement fédéral aboutit à la signature des Accords de San Andrés sur « Droits et Culture indigènes ». La reconnaissance du droit à l'autonomie (fondé sur les documents internationaux comme la Convention 169 de l'OIT) est au cœur de ces accords. Il en résulte des droits précis, notamment en ce qui concerne l'organisation du gouvernement communal selon les traditions indiennes, ainsi que le contrôle du territoire et de ses ressources naturelles.
Toutefois, le projet de réforme constitutionnelle élaboré par la commission parlementaire (COCOPA) pour transcrire ces accords est récusé par le Président Zedillo, en décembre 1996, puis, en avril 2001, par le parlement lui-même, après l'alternance ayant mis fin au pouvoir du Partido Revolucionario Institucional. L'EZLN en conclut que le dialogue avec les pouvoirs institués est vain.
En conséquence, l'EZLN annonce, en août 2003, la création de cinq "Conseils de bon gouvernement" (Juntas de buen gobierno), siégeant dans chacun de ses 5 centres régionaux baptisés Caracoles (escargot). Il s'agit de réaliser dans les faits ce qui n'a pas été reconnu dans la Constitution (mais était prévu par les accords de San Andrés). L'objectif est de mieux coordonner les communes déjà existantes et d'approfondir la mise en œuvre de l'autonomie. Il est clairement souligné que les organes de gouvernement autonome sont indépendants de la structure politico-militaire de l'EZLN: ceux qui occupent des responsabilités au sein de celle-ci ne peuvent être membres des conseils autonomes.
À partir de cette date, la construction de l'autonomie devient l'un des axes essentiels du mouvement zapatiste. En août 2013, à l'occasion du dixième anniversaire des Juntas de buen gobierno (es), l'EZLN organise l'Escuelita zapatista, qui permet à près de 1500 personnes de se rendre dans les villages zapatistes pour partager la vie de ses familles et observer le fonctionnement de l'autonomie. Deux autres sessions de l'Escuelita zapatista ont eu lieu en décembre 2013 et janvier 2014. C'est là une sorte de bilan public de près de vingt ans de construction de l'autonomie.
En août 2019, une nouvelle avancée de l'autonomie est annoncée. Quatre nouvelles communes autonomes s'ajoutent aux 27 alors en fonctionnement et sept nouveaux caracoles, avec leurs conseils de bon gouvernement respectifs, s'ajoutent aux cinq déjà créés en 2003. Dans les zones où l'autonomie zapatiste est implantée depuis longtemps, les nouveaux caracoles visent à en reconfigurer et en améliorer l'organisation. Dans d'autres cas, l'autonomie s'affirme là où, jusqu'à présent, elle n'était pas explicitement présente, par exemple avec deux nouvelles communes autonomes assez éloignées des principales zones d'influence zapatistes : à Motozintla, près de la frontière guatémaltèque, et à Chicomuselo, région secouée par la résistance face à l'exploitation minière. Ailleurs, comme à Amatenango del Valle, de nouveaux centres se forment là où les communautés zapatistes étaient bien implantées, mais sans avoir jusqu'à présent formé de communes autonomes. Enfin, certaines localisations suggèrent une volonté de favoriser une plus grande interaction entre zapatistes et non-zapatistes dans la construction de l'autonomie, par exemple avec le caracol de Tila, petite ville qui s'est déclarée autonome il y a trois ans, sous l'égide du Congrès National Indien.

### Organisation des gouvernements autonomes

#### Au niveau de la communauté
Chaque village indien a son mode d'organisation communautaire, avec l'assemblée qui est le lieu où sont débattues les questions d'intérêt commun et prises les décisions nécessaires, notamment celles qui concernent l'usage des terres communautaires, le travail collectif pour l'entretien des biens communs et les fêtes et rituels qui ponctuent le cycle de l'année. Un agent communautaire élu veille à l'application des décisions de l'assemblée, la convoque en cas d'urgence et fait le lien avec les instances municipales.

#### Au niveau municipal
Dans chaque commune autonome, ceux qui occupent des fonctions municipales sont élus par leurs communautés pour des mandats de deux ou trois ans, révocables à tout moment et conçus comme des « charges » (cargos), services rendus ne faisant l’objet d’aucune rémunération ni ne donnant lieu à aucun avantage matériel. Cela crée un contraste flagrant avec le fonctionnement des institutions constitutionnelles mexicaines, dans lequel le caractère fortement rémunérateur des fonctions électives est l'un des ressorts des luttes d'intérêt qui caractérisent la vie politique nationale. Cette conception des charges comme services rendus à la communauté s'inscrit dans une tradition amérindienne largement diffusée à l'échelle du continent.

#### Au niveau de la zone (Conseil de bon gouvernement)
Chaque commune délègue des représentants (entre deux et quatre) au Conseil de bon gouvernement de la zone correspondante. Les délégués au Conseil se relaient par courtes périodes (entre une et deux semaines selon les zones), ce qui leur permet de revenir ensuite dans leurs villages, pour continuer à s’occuper de leurs familles et de leurs terres.
Les Conseils de bon gouvernement assument une fonction d'information en recevant les visiteurs qui souhaitent mieux connaître cette expérience. Ils émettent des communiqués, notamment pour dénoncer les agressions contre les bases d'appui zapatistes. Ils veillent, dans la mesure du possible, aux bonnes relations avec les non zapatistes et avec les autorités municipales officielles qui partagent le même territoire. Enfin, les Conseils de bon gouvernement veillent, en interaction étroite avec les conseils municipaux, au bon fonctionnement du système de santé (avec ses cliniques de zone, ses microcliniques et ses agents communautaires) et de l'éducation autonome.

#### Mécanismes de prise de décision
Sauf pour les décisions très ponctuelles ou urgentes, le Conseil de bon gouvernement consulte l'Assemblée générale de zone (composée de toutes les autorités municipales, des représentants de chaque communauté et des responsables des différents secteurs de travail). Parfois, cette Assemblée peut d’elle-même indiquer au Conseil la décision à prendre. S’il s’agit de projets plus amples ou si aucun accord clair ne se dégage, il est nécessaire de consulter l’ensemble des communautés. Les représentants de chaque communauté doivent mener la consultation dans leurs villages respectifs et faire part à l’assemblée suivante soit d’un accord, soit d’un refus, soit d’amendements. Ces derniers sont discutés et l’assemblée élabore une proposition rectifiée, qui est à nouveau soumise aux communautés. Plusieurs allers et retours entre Conseils, Assemblée générale de zone et communautés peuvent être nécessaires pour qu'une proposition soit acceptée.

#### Ressources
Les Conseils de bon gouvernement veillent à l'équilibre des ressources entre les différentes communes de la zone, notamment celles qui proviennent de la solidarité nationale et internationale. Un des traits qui définit de manière particulièrement visible le choix de l'autonomie est le refus de toute aide des gouvernements chiapanèque et mexicain.
L'essentiel des ressources de l'autonomie zapatiste sont auto-financées, grâce à la participation collective des membres de l'EZLN et aux projets productifs collectifs qu'ils développent au niveau des communes ou des zones dans différents domaines (matériaux de construction, ferronnerie, charpenterie, cordonnerie et travail du cuir, textiles traditionnels, entrepôts et boutiques communautaires, élevage, etc.). Les principales rentrées d'argent proviennent des coopératives artisanales et de la vente de café à travers les réseaux solidaires, nationaux et internationaux.
Une autre source de financement est la perception d'un « impôt » de 10% lorsque des entreprises de travaux publics réalisent des infrastructures (des routes essentiellement) dans les territoires zapatistes. Il est cependant évident que la base matérielle de l'autonomie reste fragile, malgré l'importance des terres récupérées après le soulèvement de 1994 (en particulier dans certaines zones, comme celle de Morelia) et malgré les efforts pour multiplier les projets productifs collectifs.

#### Exercice de la justice
La résolution des conflits et l’exercice de la justice, qui relèvent principalement des autorités municipales, peuvent remonter jusqu’aux Conseils de bon gouvernement. Compte tenu des coûts élevés qu'implique le recours aux organes de justice de l'État, sans parler de leur profonde corruption, il n'est pas rare que des non zapatistes fassent appel aux Conseils de bon gouvernement et que ceux-ci parviennent à résoudre des cas difficiles, laissés de longue date en suspens par les autorités constitutionnelles. La conception même de la justice est très différente et clairement ancrée dans les pratiques traditionnelles indiennes : il s’agit moins d'infliger une punition qui, selon les autorités autonomes, ajouterait de nouvelles difficultés sans rien résoudre, que de permettre une réconciliation négociée entre les parties, grâce à des formes de réparation au bénéfice des victimes ou de leur famille, ainsi qu'à des travaux d’intérêt général.

#### Éducation autonome
L'éducation autonome fait l'objet d'une mobilisation particulièrement intense. On estime que, dans les cinq zones zapatistes, 500 écoles primaires environ fonctionnaient en 2008, dans lesquelles 1300 enseignants (dénommés « promotores de educacion ») accueillaient quelque 16 000 élèves. Ces chiffres ont encore augmentés ensuite, et dans la seule zone de Los Altos, on comptait en 2013 158 écoles, 496 enseignants pour 4900 élèves. Les enseignants ne perçoivent pas de rémunération et leur activité est assimilée à une « charge » (cargo). Elle implique un engagement en temps si fort que la communauté doit, en contrepartie, couvrir les nécessités matérielles des "promotores", soit en leur remettant les produits alimentaires de base dont ils ont besoin, soit en assurant le travail nécessaire sur leurs parcelles lorsqu'ils en ont.

### Autonomie et lutte des femmes

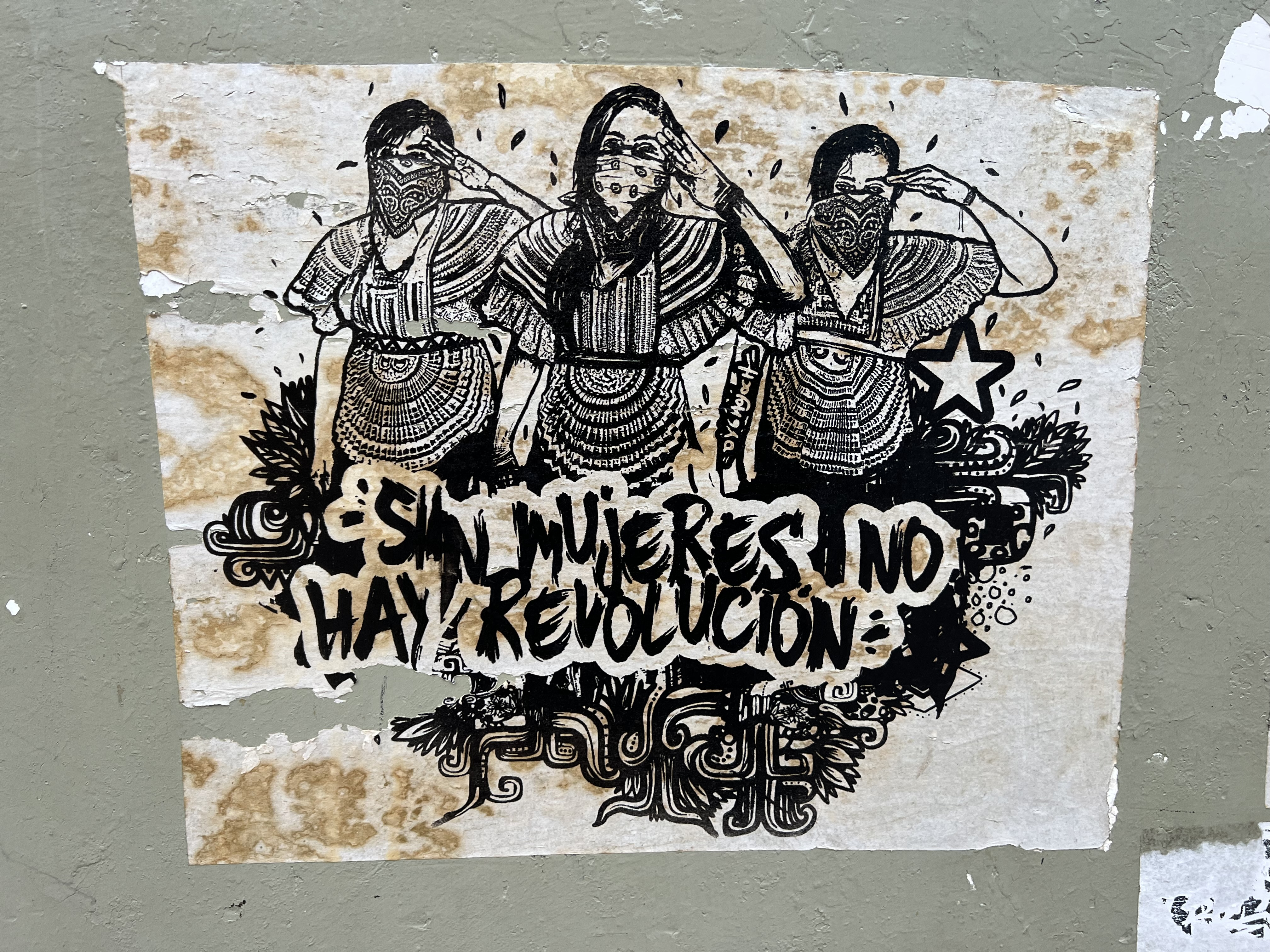
Graffiti zapatiste selon lequel sans les femmes, pas de révolution!

Le rôle des femmes dans la lutte zapatiste est très important et la transformation de leur mode de vie et des relations de genre est une dimension essentielle de l'autonomie zapatiste. La lutte des femmes zapatistes n'a pas commencé avec l'approfondissement de l'autonomie à partir de 2003 ; elle est même antérieure au soulèvement armé. C'est en effet au cours de l'année 1993 qu'a été approuvée la Loi révolutionnaire des femmes, résultat d'un travail de nombreuses années au cours desquelles les premières dirigeantes de l'EZLN, dont la commandante Ramona, ont rassemblé la parole des femmes zapatistes quant à leur situation d'oppression et à leurs revendications. Parmi les dix points de la Loi révolutionnaire des femmes, figurent notamment le droit de choisir librement son conjoint tout comme le nombre d'enfants à avoir, l'interdiction de toute forme de violence conjugale, le droit à l'éducation ou encore une égale participation aux charges communautaires ainsi qu'aux instances politiques de l'organisation.
La participation des femmes a commencé dans les rangs de l'armée zapatiste. Certaines ont accédé à des responsabilités importantes : ainsi, c'est la Major Ana Maria qui commandait la prise de San Cristobal de Las Casas, le 1er janvier 1994. Le rôle de premier plan de ces femmes, mais aussi la détermination quotidienne de très nombreuses insurgées, ont été un facteur important pour transformer le statut des femmes au sein de l'expérience zapatiste. Certaines sont aussi devenues commandantes, membres de l'instance de direction politique de l'EZLN, le CCRI, comme la commandante Esther qui a porté le message principal de l'EZLN à la tribune du parlement fédéral, lors de la Marche de la couleur de la terre, en 2001.
Plus décisive encore est la participation des femmes au sein des instances d'auto-gouvernement et dans l'ensemble des domaines d'activité de l'autonomie. Les obstacles sont importants, qui tiennent à l'attitude de certains hommes mais aussi, bien souvent, aux réticences des femmes elles-mêmes. Cependant, les pratiques se modifient rapidement et l'éducation autonome transmet aux jeunes générations une conception des relations de genre bien différente de celle de la tradition. Surtout, les responsabilités assumées par les femmes dans tous les domaines de l'autonomie (coopératives, santé, éducation, médias, conseils de gouvernement, etc.) transforment les rapports au sein des familles – les femmes s'absentant souvent de leur maison et laissant au mari tâches domestiques et soin des enfants. Ainsi, la lutte des femmes zapatistes a grandement contribué à transformer la vie au sein de l'autonomie, en induisant un attachement critique à la tradition, capable de distinguer les bonnes coutumes et celles dont on veut se débarrasser.

### Principes de l'autonomie
On peut considérer l'autonomie zapatiste comme une forme d'autogouvernement permettant l'exercice d'une démocratie radicale (ou tout simplement, d'une démocratie au sens plein du terme, dans laquelle le peuple exerce lui-même les tâches de gouvernement).
Il ne s'agit donc en aucun cas d'une autonomie entendu au sens d'une simple décentralisation des pouvoirs d’État, comme c'est souvent le cas dans les pays européens. Il s'agit de la construction d'une autre réalité sociale et politique, dans une perspective antisystémique. Comme dit l'un des membres d'un Conseil de bon gouvernement, « l'autonomie est la construction d'une nouvelle vie ».
L'autogouvernement implique que, peu à peu et de manière rotative, l'ensemble de la population participe aux tâches d'organisation de la vie collective. La politique cesse alors d'apparaître comme une activité de « spécialistes » ; elle est, littéralement, la chose de tous. L'un des principes auxquels se réfèrent les zapatistes est le mandar obedeciendo (gouverner en obéissant). Cet énoncé paradoxal éloigne de la conception habituelle du pouvoir : celui qui exerce une charge de gouvernement doit le faire en obéissant à ceux qu'il doit « diriger ». Pourtant, le mandar obedeciendo n'implique pas une conception strictement horizontale de l'organisation collective (qui supposerait que les assemblées puissent être consultées en permanence et constituent la seule source d'initiative collective). Au contraire, ceux à qui l'on confie des charges éminentes au sein des Conseils de bon gouvernement, s'ils doivent consulter les assemblées autant que possible, jouent néanmoins un rôle particulier, parce qu'ils doivent parfois prendre des décisions urgentes et parce qu'ils ont le devoir de proposer des initiatives pour améliorer en permanence l'organisation de la vie collective. Enfin, lorsque les décisions ont été prises, à travers le mécanisme complexe de consultation déjà indiqué, les autorités ont aussi le devoir de faire respecter ce qui a été collectivement décidé : « l'autorité commande sans donner d'ordre parce qu'elle le fait en obéissant aux citoyens... Celui qui commande doit obéir, mais les citoyens doivent aussi obéir à ce que dit l'autorité », explique un membre des Conseils.
Le « mandar obedeciendo » se décline en plusieurs principes dont le respect contribue à lutter contre la dissociation des gouvernants d'avec le monde des gouvernés (notamment « servir et non se servir », « convaincre et non vaincre », « proposer et non imposer »).
Comme l'expliquent les zapatistes, l'autonomie consiste à « découvrir que nous sommes capables de nous gouverner nous-mêmes ». Ce principe va rigoureusement à l'encontre de la séparation entre gouvernants et gouvernés, qui est au fondement de l’État moderne. En ce sens, l'expérience zapatiste suggère la possibilité d'instaurer des formes non étatiques de gouvernement.

## Le zapatisme comme lutte nationale

### Une lutte de tous les peuples indigènes du Mexique
Comme l'indique le nom même de l'EZLN, sa lutte est avant tout nationale. L'autonomie ne concerne pas seulement les Mayas du Chiapas. La négociation de San Andrés avait une portée nationale et les Accords du même nom énoncent des droits qui concernent l'ensemble des peuples indigènes du Mexique. Ces Accords auraient dû donner lieu, si le projet préparé par la commission parlementaire (COCOPA) avait abouti, à une modification de la Constitution mexicaine.
En 1996, l'EZLN a grandement contribué à la création du Congrès National Indigène, qui rassemble des organisations et des communautés de presque toutes les ethnies indigènes du pays (plus de cinquante au total). Le CNI se réunit régulièrement, au niveau régional ou national. Sa plus récente réunion nationale s'est tenue à San Cristobal de Las Casas, les 17 et 18 août 2013; elle a pris le nom de « Chaire tata Juan Chavez », en l'honneur de l'un des fondateurs du CNI, décédé un an auparavant (il appartenait à l'ethnie purépecha, dans l'État du Michoacán).

### De multiples initiatives nationales
La lutte de l'EZLN n'a jamais prétendu s'enfermer dans une dimension chiapanèque. La Première Déclaration de la Selva lacandona, le 1er janvier 1994, était une déclaration de guerre lancée au gouvernement fédéral et appelait à destituer le président Salinas de Gortari. Ensuite, les initiatives nationales n'ont cessé de s'enchaîner. On ne mentionne ici que les principales.
En août 1994, l'EZLN convoque la Convention Nationale Démocratique, qui a lieu dans la Selva lacandona, à Guadalupe Tepeyac. 6000 délégués d’organisations représentant tous les secteurs de la gauche mexicaine y prennent part.
Le 1er janvier 1996, la Quatrième Déclaration de la Selva Lacandona invite à créer le Frente Zapatista de Liberación Nacional (Front Zapatiste de Libération Nationale). Celui-ci est conçu comme une force politique civile non électorale. Divers secteurs de la gauche convergent dans ce mouvement et plusieurs organisations politiques (notamment trotskistes) décident de s'y intégrer. En raison de problèmes d'organisation, le FZLN se dissout en 2005.
Il laisse place à l'Autre Campagne, lancée en 2005. La Sixième Déclaration de la Selva Lacandona propose en effet de créer un réseau de lutte, rassemblant organisations, collectifs et individus de tout le Mexique, sur la base de deux principes : une posture clairement anticapitaliste et un refus de la politique d'en-haut (celle qui est centrée sur l'État et le jeu des partis). Durant l'été 2005, sept rencontres ont lieu dans la Selva lacandona afin de constituer ce réseau: elles rassemblent des membres de partis non-électoraux, de syndicats, d'ONG, d'organisations paysannes, de collectifs urbains, de groupes libertaires, féministes, etc. Durant l'année 2006, le sous-commandant Marcos parcourt une bonne partie du Mexique, afin d'écouter et d'apprendre des luttes en cours, dans toute la géographie du pays. Sur ce périple et les liens noués alors, on peut voir le très éclairant documentaire du réalisateur français Nicolas Defossé, Viva México! 
En août 2013, décembre 2013 et janvier 2014, « l'Escuelita zapatista » a permis à des milliers de personnes de vivre durant une semaine dans les villages zapatistes et de découvrir directement en quoi consiste la construction de l'autonomie. Elle était ouverte à tous les mexicains et non mexicains intéressés et désireux d'observer et d'apprendre,. Mais l'intention est claire : il s'agit de suggérer à tous qu'il est possible de s'inspirer de cette expérience, de s'organiser et de commencer à construire, ailleurs, une autre réalité sociale. Les zapatistes posent à tous les mexicains (et non mexicains) venus à l'Escuelita la question suivante : « et vous, vous sentez-vous libres ? ». Eux, se sentent libres, expliquent-ils, car ils décident eux-mêmes de leur forme d'organisation collective et la mettent en œuvre.
En janvier 2017, l'EZLN a lancé une nouvelle dynamique en lien avec le Congrès National Indigène, afin de constituer un Conseil Indigène de Gouvernement, au niveau national. Celui-ci a été formé en mai de la même année, à l'issue d'un processus d'élection de délégués dans toutes les régions du Mexique. Il a choisi María de Jesús Patricio Martínez, plus connue sous le nom de Marichuy, comme porte-parole, afin qu'elle tente de présenter sa candidature à l'élection présidentielle de 2018. Cette proposition a suscité de nombreuses polémiques et a parfois été interprétée comme un revirement de l'EZLN, jusque-là très éloigné des stratégies électorales. Mais cette candidature ne devait pas être comprise comme un ralliement à la voie institutionnelle mais plutôt comme un moyen de renforcer la lutte des peuples indigènes pour la défense de leurs territoires et de faire émerger plus fortement la pertinence de la voie politique de l'autonomie. Il ne s'agissait nullement de chercher à « prendre le pouvoir », mais au contraire de « démonter d'en bas le pouvoir d'en haut ».

### Ne pas séparer indigènes et non-indigènes
Le soulèvement zapatiste de 1994 a suscité de très amples sympathies et a eu un impact considérable sur la société mexicaine. Il a contribué à la faire évoluer, notamment en ce qui concerne la question autochtone. L'insurrection a fait voler en éclats l'image rassurante d'une nation métis qui aurait su donner sa juste place aux peuples originaires; elle a montré au contraire la situation de marginalité, et plus encore le racisme interne, dont étaient victimes les peuples autochtones. Elle a rendu aux Autochtones, même non zapatistes, un vif sentiment de dignité et a rendu le racisme à leur encontre plus honteux (à défaut d'avoir pu l'éradiquer entièrement). La Marche de la dignité indigène, en février-mars 2001, a certainement constitué le moment le plus fort de l'impact national du zapatisme, après quoi l'échec de la revendication d'une reconnaissance constitutionnelle des droits indigènes et l'abandon de nombreux secteurs ayant jusque-là soutenu la lutte zapatiste ont contraint l'EZLN à se replier momentanément vers la construction de l'autonomie dans les territoires contrôlés par elle, avant de reprendre d'autres initiatives nationales. Il importe de souligner que les zapatistes se sont toujours dissociés d'une perspective strictement ethniciste. Ils manifestent le souci de ne pas ériger de séparation étanche entre indigènes et non indigènes. Par exemple, dans une lettre à une organisation indigène du Guerrero, l'EZLN délivre son message « en notre nom, en votre nom, au nom de tous les indigènes du Mexique, au nom de tous les indigènes et non-indigènes mexicains, au nom de tous les hommes bons et de bon chemin ». Et si la Marche de 2001 était celle de la « dignité indigène », elle a été en même temps définie comme « la marche des indigènes et des non indigènes », « couleur avec toutes les couleurs qui revêtent la terre », « toutes les couleurs qu’en-bas nous sommes ». L’EZLN est donc un mouvement indigène qui refuse de s’enfermer dans une perspective strictement ethnique, rejetant toute idéalisation ou essentialisation d’une supposée « identité » indigène, afin de promouvoir une conception ouverte de l’ethnicité, articulée à la dimension sociale et englobée dans une perspective politique plus vaste qui associe indigènes et non indigènes.

## Zapatisme international, lutte pour l'humanité, pour la planète Terre et pour la vie

### La Rencontre intercontinentale de 1996
Tout en exprimant sa volonté de sauver la nation de la destruction néolibérale et en manifestant une adhésion fervente au sentiment nationaliste si puissant au Mexique, l'EZLN se caractérise aussi par une perspective nettement internationaliste.
Organisée au Chiapas en juillet-août 1996, la Rencontre Intercontinentale pour l’Humanité et contre le Néolibéralisme (dite, avec humour, « Rencontre Intergalactique »), a réuni près de 5 000 personnes venues de 42 pays. À cette occasion, les zapatistes ont lancé une invitation à « construire l’internationale de l’espérance... par-dessus les frontières, les langues, les couleurs, les cultures, les sexes », tout en soulignant que « la dignité est cette patrie sans nationalité, cet arc-en-ciel qui est aussi un pont, ce murmure du cœur qui ne se soucie pas du sang qui le vit, cette irrévérence rebelle qui se moque des frontières, des douanes et des guerres ».
On peut affirmer que cette rencontre, ainsi que les rencontres continentales qui avaient contribué à sa préparation (à Berlin, pour l'Europe), a marqué un réveil de l'activité anti-systémique internationale, après plusieurs décennies d'assoupissement. Elle est souvent considérée comme un antécédent et une source d'inspiration pour les mouvements altermondialistes qui ont pris leur essor à partir des mobilisations de Seattle, en 1999. Nombreux sont les participants de cette mouvance qui soulignent l'importance de ce précédent.

### Autres rencontres internationales
Une seconde Rencontre Intercontinentale pour l'Humanité et contre le Néolibéralisme a été organisée en Catalogne durant l'été 1997. Son écho a été moins important. Entre le 30 décembre 2005 et le 2 janvier 2008, l'EZLN a organisé au Chiapas trois Rencontres des peuples zapatistes avec les peuples du monde. En décembre 2008-janvier 2009, l'EZLN a organisé le Festival mondial de la digne rage (México-Oventik-San Cristobal de Las Casas) et, en décembre 2014-janvier 2015, le Festival mondial des résistances et des rébellions.

### Les réseaux internationaux de solidarité
À partir de 1994-1996, des comités de solidarité avec la lutte zapatiste se sont créés dans de nombreux pays, principalement en Europe, ainsi que du nord au sud du continent américain. Ce mouvement a été particulièrement fort dans l'État espagnol, en Italie et en Argentine, entre autres. Ces comités et collectifs solidaires ont contribué à faire connaître la lutte zapatiste, à diriger vers le Chiapas des appuis solidaires et à organiser des campagnes internationales pour dénoncer les attaques et agressions contre les communautés rebelles ou réclamer la libération de prisonniers politiques. Ils ont également contribué à orienter des volontaires pour participer aux « campements civils d'observation », mis en place dans les villages zapatistes après l'intervention militaire fédérale de février 1995. Certains d'entre eux ont également développé des formes de distribution solidaire des produits zapatistes, comme le café ou l'artisanat. On a pu parler à propos de ces réseaux d'un « zapatisme international ».
Au-delà de ces réseaux organisés, l'influence du zapatisme s'étend loin. La référence au zapatisme est souvent apparu dans le mouvement des indignés espagnol ou lors du mouvement Occupy Wall Street. Pour donner un exemple plus lointain encore, l'ouvrage en quatre volumes coordonné par l'indienne Corinne Kumar, fondatrice du Tribunal mondial des femmes, et consacré au Sud comme nouvel imaginaire politique a pour titre Asking we walk (une traduction du principe zapatiste « caminar preguntando ») et fait une large place à l'expérience zapatiste.

### «La Sexta», aujourd'hui
La Sixième Déclaration de la Selva lacandona, en 2005, avait donné lieu à la création d'un maillage de lutte au Mexique, l'Autre Campagne. Les adhérents non-mexicains à cette Déclaration étaient, quant à eux, rassemblés au sein de la « Zezta Internazional » (dénomination ironique, par la conscience affichée de ne pas respecter la numération des Internationales dûment répertoriées par l'Histoire).
Depuis la marche du 21 décembre 2012, une nouvelle phase de la lutte zapatiste s'est ouverte. Comme il a été annoncé dans la série de communiqués intitulés Eux et nous, il est mis fin à la séparation, établie depuis 2005 entre « l'Autre campagne » et la « Zezta Internacional ». Cette distinction entre la dimension nationale et la dimension internationale est écartée, pour faire place à un seul ensemble, « La Sexta », définie comme un réseau planétaire de luttes anticapitalistes. « La Sexta » se donne un seul terrain d'action : la planète Terre.

### Une lutte pour l'humanité
La perspective internationale de la lutte zapatiste et son refus de tout enfermement dans le cadre national sont patents. C'est au vieil Antonio, à qui le sous-commandant Marcos attribue le mérite de l'avoir introduit dans l'univers culturel indien, que ce dernier confie le soin de dénoncer avec le plus de force l'arbitraire des frontières et la relativité des appartenances nationales : « Au lieu de se passionner pour la xénophobie, le vieil Antonio prenait du monde entier tout ce qui lui paraissait bon, sans qu’importe la terre qui l’avait fait naître. Lorsqu’il se référait aux personnes bonnes d’autres nations, le vieil Antonio utilisait le mot « les internationaux » ; et le terme « les étrangers », il l’utilisait seulement pour les étrangers au cœur, sans qu’importe qu’ils fussent de la même couleur, langue et race que lui. « Parfois, jusque dans le même sang, il y a des étrangers », disait le vieil Antonio pour m’expliquer l’absurde bêtise des passeports ».
L'appel à constituer un maillage planétaire de luttes repose sur le constat que tous les peuples affrontent un ennemi commun, le néolibéralisme, qui n'est rien d'autre que le nom de la forme actuelle du capitalisme. Selon le sous-commandant Marcos, l'offensive du néolibéralisme contre tous les peuples du monde peut être qualifiée de « quatrième guerre mondiale ». Le zapatisme se définit bien comme une lutte « pour l'humanité », mais aussi pour la défense de la Terre-mère.

### La lutte des femmes

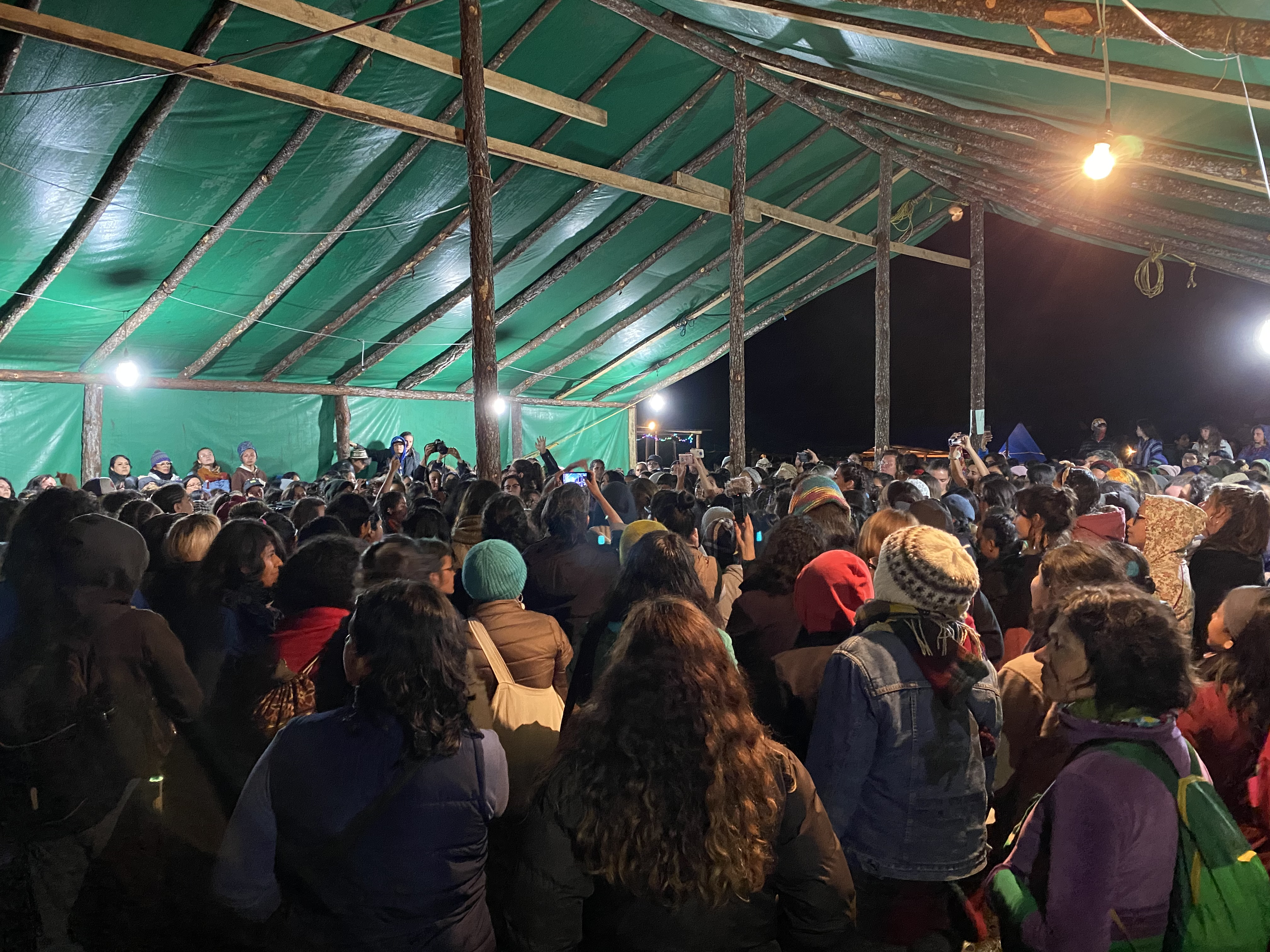
Rencontre féministe intitulée Mujeres que luchan en 2019.

La lutte pour l'humanité ne serait pas complète si elle n'était en même temps une lutte contre les oppressions séculaires, spécifiquement subies par les femmes. Présente dès les débuts du soulèvement (voir plus haut), cette dimension n'a cessé de prendre une importance croissante dans l'expérience zapatiste. Ainsi, en mars 2018, dans le caracol de Morelia, une Rencontre internationale des femmes qui luttent a rassemblé 7000 femmes de 38 pays. Au-delà du fait que les hommes ne pouvaient y assister, il est notable que son organisation ait été entièrement assumée par les femmes zapatistes, ce qui a constitué un moment majeur d'affirmation collective. Une seconde rencontre, avec des caractéristiques similaires, a été organisée en décembre 2019. Et on peut relever que la délégation zapatiste qui doit se rendre en Europe en 2021 sera composée aux trois-quarts de femmes.

### Voyage vers les cinq continents et «Déclaration pour la vie»
En octobre 2020, par un communiqué intitulé « Une montagne en haute mer », les zapatistes ont annoncé qu'ils allaient entreprendre un voyage vers les cinq continents, en commençant par l'Europe. Le 1er janvier 2021, ils ont confirmé ce périple en rendant publique une « Déclaration pour la vie », co-signée par l'EZLN et par des centaines de collectifs, organisations et personnes du continent européen, du Mexique et d'autres pays encore. Accompagnée par une délégation du Congrès national indigène, ainsi que du Front des Peuples en Défense de l'Eau et de la Terre des États de Morelos, Puebla et Tlaxcala, actuellement en lutte contre un méga-projet de centrale thermo-électrique, la délégation zapatiste sera formée de plus d'une centaine de membres. Elle parcourra l'Europe de juillet à octobre 2021 à la rencontre des résistances et des rébellions du continent, afin de poursuivre et d'amplifier les liens d'interconnaissance nouées jusque-là à travers les nombreux visiteurs qui avaient pu se rendre au Chiapas. C'est par ces échanges et ces rencontres que peut se tisser le réseau planétaire de luttes auquel les zapatistes en appellent de longue date, afin de défendre la vie.

## Filmographie
- 2004 : La Fragile Armada, documentaire de Jacques Kébadian et Joani Hocquenghem